# Воины радуги: Сидик бале
«Воины радуги: Сидик бале» (точнее «Се́дик бале»; кит. трад. 賽德克‧巴萊, пиньинь Sàidékè Balái; седикск. Seediq Baleо файле букв. «настоящие се́дик» или «настоящие люди»; англ. Warriors of the Rainbow: Seediq Bale) — тайваньский фильм-дилогия 2011 года, эпическая историческая драма режиссёра Вэй Дэшэна, основанная на событиях Инцидента в Ушэ в центральном Тайване в 1930 году.
В оригинальной тайваньской версии фильм разделён на 2 части с названиями «太陽旗» (букв. «Солнечный флаг») и «彩虹橋» («Радужный мост») и суммарной продолжительностью более 4,5 часов, однако для международного проката он был ужат до 2,5-часовой «односерийной версии».
Премьера фильма состоялась 1 сентября 2011 года в рамках основной конкурсной программы 68-го Венецианского кинофестиваля. Фильм также был претендентом на «Оскар» 2011 года за лучший фильм на иностранном языке, был в числе 9 фильмов, отобранных для второго тура голосования (шорт-лист), однако не вошёл в окончательный список номинантов.
«Воины радуги» являются самой дорогой картиной в истории тайваньского кинематографа. Пресса Китайской республики сравнивала фильм с «Последним из могикан» (1992) и «Храбрым сердцем» (1995) Мела Гибсона.

## Сюжет
Фильм посвящён инциденту в Ушэ, произошедшему в период японского правления на Тайване в окрестностях горы Цилай, когда Мона Рудао, глава селения Махэбу аборигенской народности седик, возглавил восстание против японцев.

### Часть I: «Солнечный флаг»
Фильм начинается сценой охоты возле горной речки. Охота на кабана двух человек народности бунун прерывается нападением группы седик с молодым Мона Рудао во главе, которые вторгаются на территорию народа бунун, убивают одного из охотников и отбирают убитого кабана.
В 1895 году Цинская Империя подписывает с Японией неравноправный Симоносекский договор (договор Магуань), отдавая ей на откуп Тайвань. Вторжение японских сил на Тайвань заканчивается сломлением сопротивления местного ханьского населения. Позднее группу японских солдат атакуют аборигены, что перерастает в их побоище на горном склоне с воинами седик, включая воинов под Мона Рудао. Японцы объявляют запрет местному населению торговать с непокорным вождём и попутно сговариваются с группой людей бунун подстроить, чтобы люди Рудао оказались пьяны, и напасть на них во сне. В одной из схваток Рудао Лухэ, отец Мона Рудао, оказывается ранен. Махэбу и соседние деревни также попадают под японский контроль.
Проходит около 20 лет. Седеки в Махэбу и других деревнях принуждены оккупантами отказаться от большинства своих обычаев: традиционного ткачества, мясной охоты и охоты за головами (вплоть до запрета владения оружием). Мужчины вынуждены зарабатывать рубкой деревьев, женщины - прислуживая в домах японцев, покупая еду и лекарства "под запись" в лавке китайца-зеленщика; их дети посещают школу в деревне Ушэ. Под запрет попадает и местный обычай татуировки лиц, по седекским верованиям, требуемой "чтобы перейти через радужный мост на ту сторону" после смерти. Часть молодёжи, в частности, Дакис Номин, Дакис Нави, Обин Нави и Обин Тадао, принимают японские имена, учёбу и традиции, пытаясь жить как японцы и вместе с ними; многие остаются против этого, однако это не выходит на поверхность, и многие японцы не подозревают о напряжённости.
Осенью 1930 года в селении Махэбу происходит свадьба по местным обычаям. Мона Рудао охотится, чтобы добыть мясо для свадьбы, и вступает в спор за право на охоту с Тэму Валисом, который охотится вместе с японским полицейским Гэндзи Кодзимой и его сыном. На свядьбе присутствует только что зачисленный в штат полицейский Ёсимура, присланный для инспекции деревни и очень неуверенно себя чувствующий. Тадо Мона, старший сын Рудао, чтобы показать почтение к представителю власти, предлагает молодому полицейскому домашнее просяное вино, однако тот считает его антисанитарным - как из-за использования слюны для сбраживания напитка, так и из-за покрытых кровью рук Тадо Мона, только что разделывавшего добытую дичь - и бьет аборигена. Начинается драка, в которой участвуют оба сына Мона Рудао; драку вскоре останавливают, однако боящийся за свою жизнь Ёсимура грозит наказанием всей деревне. Молодые люди, включая Пихо Сапо из соседней деревни Хого, считают наказание недопустимым и уговаривают вождя начать войну с японцами. Тот, уже имеющий опыт, говорит, что победить невозможно, однако тоже считает необходимым сражаться.
Через несколько дней Мона Рудао бросает клич по окружающим селениям присоединиться к его силам. Вожди договариваются напасть на японцев 27 октября, когда большинство местной японской общины соберется во дворе школы деревни Ушэ на спортивные игры в память принца Китасиракавы Ёсихисы (одного из руководителей захвата Тайваня в 1895). Женщины, включая старшую дочь Рудао Махун Мона, знают о военных планах мужчин, но ничего не могут с этим сделать.
Дакис Номин, один из аборигенов, принявших японское имя, и служащий в полиции под именем Итиро Ханаока, обнаруживает приготовления Мона Рудао к войне и пытается уговорить его отказаться от нападения, однако в итоге сам соглашается сотрудничать. После ухода Итиро вождь общается с духом своего отца и окончательно решается на войну. Мона Рудао отправляет молодых людей в окрестные селения и добивается присоединения их сил, вплоть до наименее решительного вождя Тадао Ногана деревни Хого. За ночь до нападения воины захватывают полицейские посты.
Атака на школу 27 октября проходит как запланировано. Аборигены щадят китайцев, но убивают всех японцев - мужчин, женщин и детей. Паван Нави и другие подростки убивают японца-учителя и его семью. Жену Дакис Номина Обин Нави, которая носит японскую одежду, щадят только потому, что муж успевает накинуть на неё местную. Её родственница Обин Тадао, дочь вождя Тадао Ногана, спасается, спрятавшись в кладовке. Аборигены захватывают управление полиции, добывая себе огнестрельное оружие. Один из японских полицейских ухитряется спастись и спешит предупредить японские власти о нападении.
Фильм заканчивается видом Мона Рудао, сидящего во дворе школы, полном мёртвых тел.

### Часть II: «Радужный мост»
Второй фильм посвящён последствиям нападения на школу. Колониальное правительство рассматривает восстание как критическую ситуацию и бросает на «армию» Мона Рудао из трёх сотен человек три тысячи полицейских и солдат во главе с генерал-майором Яхико Камадой. Японцы используют современное оружие, включая самолёты и пулемёты, однако не могут эффективно действовать в горах.
Паван Нави и другие подростки удостаиваются своих татуировок на лице, в то же время некоторые кончают жизнь самоубийством; пара человек уходит, оставив «записку» на стене. Дакис Номин, его жена Обин Нави и ещё один абориген, жившие с японскими именами и по японским обычаям, также вскоре найдены мёртвыми.
Разъярённый тупиковым положением генерал Камада приказывает использовать бомбы с отравляющим газом. На другом уровне событий, полицейский офицер Гэндзи Кодзима, когда-то дружественный аборигенам, но потерявший семью, объявляет вознаграждение за людей из деревни Махэбу и посылает Тэму Валиса и его людей сражаться с силами Мона Рудао.
Мона Рудао начинает терпеть поражения. Жизнь многих воинов отнята отравляющим газом или людьми Тэму Валиса. Его односельчане вынуждены сбежать из селения, оставив его японцам и другим племенам, и прятаться в пещерах. Однако Паван Нави и другие подростки все ещё полны желания сражаться бок о бок с Мона Рудао; тот подбадривает их, предлагая им рассказывать седикскую легенду о происхождении первых мужчины и женщины от каменного дерева.
Ряд ушедших из деревни женщин убивают своих детей и вешаются сами на деревьях, чтобы сохранить еду для воинов; так же поступают те, что не может сражаться. Пихо Сапо из деревни Хого помогает повеситься своему раненому родичу Пихо Валису. Увидевший тела Тэму Валис потрясён и заявляет, что отныне сражается не по приказу Кодзимы, но за самого себя.

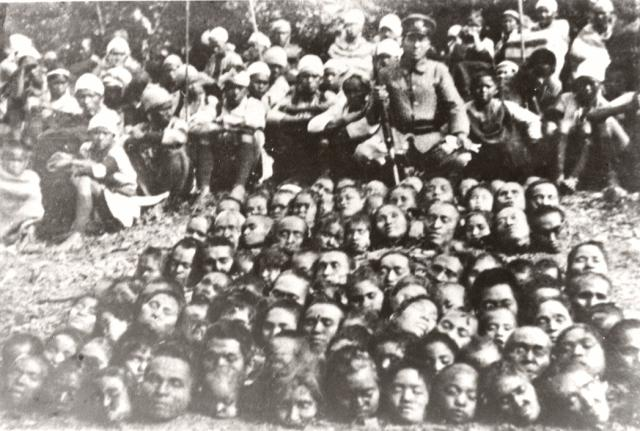
Историческое фото «сданных» голов седик

Мона Рудао и его люди предпринимают отчаянную атаку на японские силы в деревне Махэбу. Басо Мона, сын Рудао, ранен и просит брата убить его; Паван Нави и другие подростки также погибают в сражении. 
Видя приближение конца, Рудао доверяет людей старшему сыну Тадо Мона, а сам присоединяется к своей жене и младшим детям). Некоторые люди в селении сдаются японцам и остаются в живых. Японцы находят дочь Рудао Махун Мону и посылают её отнести седикским воинам вина с предложением сдаться ради пощады; те принимают вино, поют вместе со своими женщинами, однако отказываются сдаваться, позднее также кончая в лесу самоубийством. Пихо Сапо пойман и запытан до смерти.
Война заканчивается поражением седик, но даже генерал Камада поражён их боевым духом. Местные жители разыскивают убитых и приносят их головы японцам для вознаграждения. Оставшиеся в живых жители восставших деревень пощажены, однако изгнаны из своих домов.
Все они так и не находят Мона Рудао, и только местный охотник разыскивает его тело, следуя за птицами, и видит как вождь и его воины переходят по радужному мосту… Фильм заканчивается сценой группы людей, продолжающих рассказывать детям седикскую легенду об их происхождении.

## В ролях
- Линь Чинтай — Мона Рудао, вождь селения Махэбу (главный герой)
- Да Чин — Мона Рудао в молодости
- Ма Чисян — Тэму Валис
- Цзэн Цюшэн — Рудао Лухэ, отец Мона Рудао
- Линь Юаньцзе — Паван Нави
- Тянь Цзюнь -Тадо Мона, старший сын Мона Рудао
- Ли Шицзя — Басо Мона, второй сын Мона Рудао
- Чан Чивэй — Бихо Сапо, юноша из соседней деревни Хого
- Масанобу Андо — Гэндзи Кодзима (японский офицер, исходно дружественный аборигенам, однако ставший их уничтожать после смерти его семьи при нападении на японцев в ушэской школе)
- Кавабара Сабу — Яхико Камада (генерал-майор, командовавший подавлением восстания)
- Юити Кимура — Аю Сацука (офицер полиции Ушэ)
- Лэнди Вэнь[англ.] — Махун Мона, дочь Мона Рудао и мать двоих детей
- Сюй Ифань — Дакис Номин, он же Итиро Ханаока (седек, учившийся в японской школе и принявший японское имя, служил полицейским
- Айрин Ло — Обин Нави, она же Ханако Кавано (женщина из деревни Дакис Номина, также получила японское образование, имя и работу, позднее жена Итиро)
- Вивиан Сюй[англ.] — Обин Тадао, она же Хацуко Такаяма, двоюродная сестра Ханако
- Тиэ Танака — Мацуно Кодзима (жена Гэндзи Кодзимы, убита вместе с детьми при нападении на школу)
- Чэн Чивэй — У Цзиньдунь, китаец-горец, зеленщик в Ушэ

По крайней мере, три актрисы, сыгравшие в фильме — Вэнь Лань, Айрин Ло и достаточно известная на западе Вивиан Сюй — родом из атаял, одного из 16 коренных народов Тайваня, к которому во времена японского правления на Тайване относили народности седик и труку, в начале 2000-х годов выделившиеся в отдельные народности.

## Номинации и награды
- 2011 — участие в конкурсной программе 68-го Венецианского кинофестиваля
- 2011 — 4 премии «Золотая лошадь»: лучший фильм, лучшая мужская роль второго плана (Боке Косан), лучшая оригинальная музыка к фильму (Рики Хо), приз зрительских симпатий. Кроме того, лента получила 6 номинаций: лучшая режиссура (Вэй Дэшэн), лучшая работа художника-постановщика (Ёхэй Танэда), лучшая операторская работа (Цинь Динчан), лучшая работа молодого актёра (Нолай Пихо, Боке Косан и Линь Юаньцзе).
- 2012 — Приз ЮНЕСКО от Asia Pacific Screen Awards, а также «Достижение в операторской работе» (Цинь Динчан).
- 2012 — 6 номинаций на Asian Film Awards: лучший фильм, лучшая режиссура (Вэй Дэшэн), лучшая музыка к фильму (Рики Хо), лучшая операторская работа (Цинь Динчан), лучшая работа художника-постановщика (Ёхэй Танэда), лучшая мужская роль второго плана (Ма Чисян).
- 2012 — номинация на премию Hong Kong Film Awards за лучший фильм на китайском языке с двух берегов
- 2012 — номинация на приз фестиваля азиатских фильмов в Довиле за лучший азиатский боевик.

Кроме того, фильм был заявлен от Тайваня на премию «Оскар» за лучший фильм на иностранном языке, вошёл в «январский шорт-лист» номинации из 9 фильмов, однако оказался отсеян при отборе окончательных пяти «номинантов» для оглашения на церемонии награждения «Оскара» и выбора лауреата.